# 半深成岩
半深成岩（はんしんせいがん、英: hypabyssal rock）は、火成岩の一部で、深成岩と火山岩の中間的なもの、と定義されていたが、成因の研究が進むとともに、深成岩の一部と考えるべきものや、火山岩の一部と考えるべきものなどいろいろあることがわかってきたため、「半深成岩」という言葉は現在ではほとんど使われなくなった。
岩脈や岩床といった脈状で産することが多いため、脈岩（みゃくがん、dike rock、dyke rock）ともいわれていた。

## 主な半深成岩
岩石名として、以下のものは（やや便宜的に）現在でも使われる。
- 斑岩
  - 石英斑岩 - 流紋岩質であるが、流紋岩よりも石英の結晶（斑晶）が大きく目立つもの。
  - 花崗斑岩 - 石英斑岩とよく似ているが、長石の斑晶も大きく、石基部分の結晶も大きい。
- ひん岩 - 安山岩質であるが、安山岩よりも全体に結晶が大きいもの。
- ドレライト（粗粒玄武岩）・輝緑岩 - 玄武岩質。
- アプライト（半花崗岩） - 流紋岩質で、有色鉱物をほとんど含まず、結晶が小さいもの。
- ペグマタイト - 鉱物の結晶が非常に大きいもの。
- 珪長岩（フェルサイト）
- ランプロファイア（煌斑岩）

## 半深成岩の産状
- 岩脈 (dike、dyke)
- 岩床 (sill、sheet)
- ラコリス（laccolith、餅盤）